# Campionati italiani estivi di nuoto 1928
I Campionati italiani estivi di nuoto 1928 si sono svolti a Roma, nella piscina da 50 metri dello stadio tra il 1º e il 2 settembre 1928.

## Podi

### Uomini
| Evento               | Oro                                                                        | Tempo   | Argento                                                               | Tempo   | Bronzo                                                                    | Tempo   |
| Stile libero         |                                                                            |         |                                                                       |         |                                                                           |         |
| 50 m                 | Emilio Polli                                                               | 27"4    | Furio Blasich                                                         | 28"8    | Antonio Conelli                                                           | 29"0    |
| 100 m                | Emilio Polli                                                               | 1'04"0  | Antonio Conelli                                                       | 1'05"0  | Sirio Banchelli                                                           | 1'06"2  |
| 400 m                | Renato Bacigalupo                                                          | 5'27"2  | Giuseppe Perentin                                                     | 5'32"8  | Sirio Banchelli                                                           | 5'44"0  |
| 1500 m               | Giuseppe Perentin                                                          | 21'58"6 | Renato Bacigalupo                                                     | 22'46"8 | Francesco Jacovacci                                                       | 23'31"6 |
| Dorso                |                                                                            |         |                                                                       |         |                                                                           |         |
| 100 m                | Sante Omero                                                                | 1'24"8  | Gianni Gambi                                                          | 1'27"0  | Renato Candela                                                            | 1'27"8  |
| Rana                 |                                                                            |         |                                                                       |         |                                                                           |         |
| 200 m                | Ernesto Manzoni                                                            | 3'07"2  | Emilio Cazzaniga                                                      | 3'12"0  | Fernando Aru                                                              | 3'20"0  |
| Staffette            |                                                                            |         |                                                                       |         |                                                                           |         |
| 5x50 m stile libero  | Canottieri Milano Emilio Polli Enrico Crosio Capodacqua M. Masera Scazzola | 2'30"0  | Fiumana Bedini Negovetich Vizchich Gottardi Furio Blasich             | 2'31"2  | U.S. Triestina Sante Omero Vidulich Giorgio Grossi Maurich Bruno Parenzan | 2'38"2  |
| 4x200 m stile libero | Fiumana Emilio Polli Gottardi Vizchich Furio Blasich                       | 10'58"0 | Canottieri Milano Occhetti Walter Martinotti Enrico Crosio Negotevich | 11'09"0 | U.S. Triestina Sante Omero Giordano Bravin Maurich Bruno Parenzan         | 11'09"2 |
| 4x50 m mista         | U.S. Triestina Giordano Bravin Sante Omero Turchich Bruno Parenzan         | 2'21"0  | Canottieri Milano Emilio Polli Ermanno Schneider Capodacqua Scazzola  | 2'22"6  | Rari Nantes Milano Emilio Cazzaniga Guerrino Panza Lué Luciano Trolli     | 2'26"6  |

### Donne
| Evento       | Oro                | Tempo       | Argento        | Tempo  | Bronzo             | Tempo  |
| Stile libero |                    |             |                |        |                    |        |
| 50 m         | Maria Bravin       | 35"4        | Aurora Maucich | 35"8   | Margherita Schwarz | 36"0   |
| 100 m        | Margherita Schwarz | 1'24"4 - RI | Aurora Maucich | 1'25"6 | Maria Bravin       | 1'26"6 |
| Dorso        |                    |             |                |        |                    |        |
| 50 m         | Lina Lugnani       | 45"0        | Anna Savi      | 49"2   | Nerina Bravin      | 55"0   |
| Rana         |                    |             |                |        |                    |        |
| 100 m        | Maria Bravin       | 1'47"0 - RI | Eva Tripold    | 1'49"8 | [ 1 ]              | -      |